# Mallosia armeniaca
Mallosia armeniaca es una especie de escarabajo longicornio del género Mallosia, tribu Phytoeciini, subfamilia Lamiinae. Fue descrita científicamente por Pic en 1897.

## Descripción
Mide 15,5-32 milímetros de longitud.

## Distribución
Se distribuye por Irán, Turquía, Cáucaso y Armenia.